# Evelyn Struik
Evelyn Struik (Amersfoort, 25 juli 1969) is een Nederlands televisiepresentatrice.
Struik begon haar werkzaamheden met deelname aan diverse Nederlandse tv-reclamespots. Vanaf 2005 presenteert ze programma's voor RTL. Haar eerste programma hiervoor was Yorin Entertainment, in samenwerking met Henkjan Smits (bij Yorin). Daarna volgden RTL Tuinmagazine, samen met Jurgen Smit (2006-2008, RTL 5), het filmprogramma Ambilight Opening Night op RTL 5 en RTL Musicworld (2007, RTL 5).
Sinds 2008 is Struik te zien op RTL 4 waar ze werd toegevoegd aan het presentatieteam van House Vision. In de zomer van 2008 verving ze tijdelijk Martijn Krabbé in Wie is de Chef?. Ook was Struik een van de presentatoren van het RTL 4-zomerprogramma Nederland Vertrekt in 2008. In de zomer van 2009 maakte ze deel uit van het presentatieteam van Ik kom bij je eten. Van 2015 tot 2020 was Struik de vaste presentatrice van Eigen Huis & Tuin. Tot 2019 presenteerde Struik het RTL 4 programma Verminkt.

## Televisie
- Yorin Entertainment (2005, Yorin)
- RTL Tuinmagazine (2006-2008, RTL 5)
- Ambilight Opening Night (2007-2008, RTL 5)
- RTL Musicworld (2007, RTL 5)
- House Vision (2008-2014, RTL 4)
- Nederland Vertrekt (2008, RTL 4)
- Ik kom bij je eten (2009, 2010 & 2012, RTL 4)
- Yacht Vision (2011, RTL 4)
- Films & Sterren (2011, RTL 5)
- Lekker Weg Aan Tafel (2011, RTL 4)
- RTL Consult (2012, RTL 4)
- Wist je dat? (2012-2014, RTL 4)
- TV Makelaar: Mission Impossible (2014-heden RTL 4)
- De Klusbrigade (2014-2015 RTL 4)
- Eigen Huis & Tuin (eenmalig in 2013, 2015-2020, RTL 4)
- Verminkt (2017-2019 RTL 4)